# لیگ فوتبال آفریقا
لیگ فوتبال آفریقا ، یک رقابت سالانه فوتبال باشگاهی در قاره آفریقا خواهد بود که توسط کاف اداره می‌شود و قرار است در اکتبر ۲۰۲۳ آغاز شود. این مسابقات در ۲۸ نوامبر ۲۰۱۹ توسط جیانی اینفانتینو، رئیس فیفا اعلام شد. در ۱۰ اوت ۲۰۲۲، مسابقات به عنوان سوپر لیگ آفریقا در تانزانیا راه‌اندازی شد و قرار بود بیست و چهار باشگاه نخبه آفریقایی در اوت ۲۰۲۳ مسابقات را  با سیستم صعود/سقوط شروع کنند. اما مسابقات برای دوره افتتاحیه آن، به ۸ تیم کاهش یافت. این مسابقات در کنار لیگ قهرمانان آفریقا برگزار می‌شود و جایگزین این مسابقات نخواهد بود.
دلیل اصلی برگزاری این تورنمنت، بازده مالی هنگفتی است که پیش‌بینی می‌شود ۱۰۰ میلیون دلار باشد و می‌تواند برای توسعه و بهبود ورزشگاه‌ها، زیرساخت‌ها و ارتقای فوتبال آفریقا استفاده شود.

## تاریخچه
جیانی اینفانتینو این مسابقات را در جریان بازدید از جمهوری دموکراتیک کنگو برای جشن هشتادمین سالگرد تی‌پی مازمبه راه‌اندازی کرد و گفت که ۲۰ باشگاه برتر آفریقا باید انتخاب و برای شرکت در لیگ آفریقایی ساخته شوند. اینفانتینو گفت که این لیگ ۱۰۰ میلیون دلار درآمد ایجاد می‌کند و آن را در بین ده لیگ برتر جهان قرار می‌دهد و فاش کرد که درخواستی برای جمع آوری ۱ میلیارد دلار به منظور ارائه یک ورزشگاه فوتبال به هر کشور آفریقایی ارائه می‌کند که با مشخصات فنی فیفا مطابقت داشته باشد.
در ۱۷ ژوئیه ۲۰۲۱، رئیس کاف، پاتریس موتسپه، حرکت برای اجرای پروژه سوپر لیگ آفریقا را به عنوان یک تورنمنت جدید که زیر چتر کاف برگزار می‌شود، با بازده مالی زیادی برای طرفین شرکت کننده تایید کرد. کنفدراسیون فوتبال آفریقا مسابقات را در ۱۰ اوت ۲۰۲۲ در آروشا، تانزانیا راه‌اندازی کرد، جایی که اطلاعات بیشتری در مورد این رقابت منتشر شد.
کاف ابتدا می‌خواست مسابقات را در اوت ۲۰۲۳ آغاز کند. گزارش‌ها حاکی از آن بود که ۲۴ باشگاه در سه گروه هشت تیمی حضور خواهند داشت، پیش از مرحله حذفی که از مرحله یک‌هشتم نهایی شروع می‌شود. این تیم‌ها از رتبه‌بندی باشگاهی آفریقا در چند سال اخیر انتخاب می‌شدند، با گروه‌هایی که به صورت منطقه‌ای (شمال، مرکز/غرب، جنوب/شرق) بازی می‌کردند. به عنوان بخشی از معیارهای صدور مجوز باشگاه، باشگاه‌های شرکت کننده ملزم به داشتن یک آکادمی جوانان و یک تیم زنان هستند.
در ۹ ژوئن، رئیس کاف، پاتریس موتسپه، تصمیم به تغییر نام سوپر لیگ آفریقا به لیگ فوتبال آفریقا را طی مصاحبه‌ای با بی‌ان اسپورت اعلام کرد. وی گفت: «دوستان ما در اروپا به ما توصیه کردند به دلیل ارتباط منفی با تلاش ناموفق اخیر در فوتبال اروپا، از عبارت سوپر لیگ استفاده نکنیم.» در ۱۳ ژوئن ۲۰۲۳، در جریان مجمع عمومی کاف آن سال در آبیجان، اینفانتینو اعلام کرد که مسابقات برای اولین دوره به ۸ تیم کاهش می‌یابد و اکنون در ۲۰ اکتبر ۲۰۲۳ آغاز می‌شود؛ که در سال‌های بعد، یک تورنمنت گسترده‌تر خواهد شد. لیگ فوتبال آفریقا جایگزین رقابت‌های باشگاهی برتر کاف، لیگ قهرمانان آفریقا نمی‌شود.

## فرمت
جزئیات فرمت در مراسم رونمایی اعلام شد:
- این مسابقات با حضور ۲۴ تیم در سه گروه منطقه‌ای (شمال، غرب و مرکز، جنوب و شرق)، برای هر گروه ۸ تیم و حداکثر سه تیم در هر کشور خواهد بود.
- این تیم ها از ۱۶ کشور خواهند بود که تقریباً یک میلیارد نفر را نمایندگی می‌کنند.
- این رقابت‌ها ۱۹۷ مسابقه (با حداکثر ۲۱ بازی توسط فینالیست‌ها) و پلی‌آف صعود/سقوط خواهد داشت.
- فینال در یک مسابقه تک‌حذفی انجام می‌شود و برای تبدیل شدن به "سوپر بول آفریقا" طراحی شده است.

نسخه ۲۰۲۳ یک مسابقه حذفی مستقیم ۸ تیمی است. فرمت توضیح داده شده در بالا از نسخه ۲۵–۲۰۲۴ شروع می‌شود.

## توزیع پول
مجموع جایزه برای لیگ فوتبال آفریقا ۱۰۰ میلیون دلار خواهد بود که برنده آن ۱۱.۵ میلیون دلار آمریکا دریافت می‌کند و هر باشگاه شرکت کننده یک تزریق اولیه ۲.۵ میلیون دلاری دریافت خواهد کرد. بخشی از بودجه لیگ فوتبال آفریقا برای تخصیص سالانه ۱ میلیون دلار آمریکا به هر یک از ۵۴ کشور عضو کاف، برای سرمایه گذاری کل ۵۴ میلیون دلار آمریکا در سال برای توسعه فوتبال در آفریقا استفاده می‌شود.
کاف همچنین سالانه ۵۰ میلیون دلار برای توسعه فوتبال پسران و دختران، استخدام کارکنان در سطح جهانی و همچنین بهبود و جذاب کردن سایر مسابقات خود برای تماشاگران فوتبال، بینندگان تلویزیون، حامیان مالی و سایر شرکا دریافت خواهد کرد.
لیگ فوتبال آفریقا همچنین از رشد فوتبال باشگاهی، ساخت و نگهداری زیرساخت‌ها و امکانات فوتبال و آموزش و حفظ استعدادهای فوتبال در آفریقا حمایت خواهد کرد.

## جنجال‌ها
این پروژه به دلیل انتظارات غیر واقعی از بازده مالی مورد انتقاد قرار گرفته است. رقابت‌های قاره‌ای کنونی در آفریقا زیرساخت‌های ضعیف و هزینه‌های بالای سفر برای هواداران و تیم‌ها را تجربه می‌کند که به‌طور خودکار با این رقابت جدید حل نخواهد شد.
در حال حاضر اختلافات مالی قابل توجهی بین تیم‌های اصلی در شمال آفریقا، جنوب آفریقا و بقیه قاره وجود دارد که با رقابت جدید تشدید می‌شود. علاوه بر این، این که آیا این رقابت می‌تواند توجه عموم را برانگیزد، علیرغم ادعاهای خلاف آن، نیز مشکوک است، در حالی که نگرانی‌هایی در مورد تأثیر رقابت جدید بر رقابت‌های فعلی کنفدراسیون فوتبال آفریقا مانند لیگ قهرمانان آفریقا، جام کنفدراسیون آفریقا و لیگ‌های ملی وجود دارد.
در این راستا، کنفدراسیون فوتبال آفریقا نیز به عنوان آزمایشگاه آزمایش‌ها توصیف شده است، با پذیرش پیشنهاد برای تأسیس سوپر لیگ آفریقا در تضاد با رد سوپر لیگ اروپا توسط یوفا در آوریل ۲۰۲۱.